# 熊本県立天草高等学校
熊本県立天草高等学校（くまもとけんりつ あまくさ こうとうがっこう, Kumamoto Prefectural Amakusa High School）は、熊本県天草市本渡町本渡にある県立高等学校。略称は「天高」（あまたか）。

## 概要
歴史
1896年（明治29年）に開校した「熊本県立天草中学校」（旧制中学校）と1912年（大正元年）に開校した「熊本県立本渡高等女学校」を前身とする。2016年（平成28年）に創立120周年を迎えた。
設置課程・学科
- 全日制課程 普通科
- 定時制課程 普通科

通学区
- 全日制課程 - 県南学区[1]（八代市、水俣市、人吉市、天草市、上天草市、葦北郡、球磨郡、八代郡、天草郡）
- 定時制課程 - 熊本県全域

校訓
三綱領「正大・剛健・寛厚」
校章
桜の花を背景に、「高」の文字（旧字体）を置いている。旧制天草中学校時代の校章デザインを継承し、「中」の文字を「高」の文字に置き換えたものとなっている。
校歌
作詞は船勢直、作曲は犬童球渓による。1919年（大正8年）5月に制定。4番まであり、校名は歌詞に登場しない。2番～4番に三綱領の「正大・剛健・寛厚」が登場する。
寄宿舎
男子寮、女子寮がある。
同窓会
「図南会」（となんかい）と称する。旧制天草中学・本渡高等女学校の同窓会も包括している。
その他
熊本県立湧心館高等学校通信制課程のスクーリング協力校となっている。

## 沿革
旧制中学校
- 1896年（明治29年）4月 - 「熊本県尋常中学校済々黌[2]天草分黌[3]」が設置。本渡町円覚寺を仮校舎とする。
- 1897年（明治30年）5月 - 現在地に新校舎が完成し、移転。
- 1900年（明治33年）12月 - 「熊本県中学済々黌天草分黌」と改称。（「尋常」が除かれる。）
- 1901年（明治34年）6月 - 「熊本県立中学済々黌天草分黌」と改称（「立」が追加される。）
- 1909年（明治42年）4月 - 熊本県立中学済々黌から分離し、「熊本県立天草中学校」として独立。校旗を制定。
- 1919年（大正8年）5月 - 三綱領を制定。
- 1936年（昭和11年）
  - 4月 - 奨学会の設置で、補修科を創設。
  - 5月 - 本館、特別教室、寄宿舎が完成。
- 1943年（昭和18年）4月 - 中学校令施行により、修業年限を4年とする。
- 1945年（昭和20年）12月 - 天草中学校校友会（生徒会）を組織。
- 1947年（昭和22年）4月 - 学制改革の特別措置として、併設中学校を設置し、旧制中学校の2・3年生を収容。
- 1948年（昭和23年）4月 - 学制改革により、「熊本県立天草高等学校」（男子校）と改称。本渡第二中学校[4]を併置。
- 1949年（昭和24年）3月 - 併設中学校を廃止。

高等女学校
- 1912年（大正元年）10月 - 「私立天草養正女学校」設立が認可。
- 1913年（大正2年）4月 - 授業を開始。
- 1915年（大正4年）4月 - 「私立天草養正実科高等女学校」と改称し、本科の修業年限を4年、定員を200名とする。
- 1920年（大正9年）4月 - 「熊本県天草郡立養正実科高等女学校」と改称。
- 1921年（大正10年）4月 - 「熊本県立天草高等女学校」と改称。
- 1923年（大正12年）4月 - 「熊本県立本渡高等女学校」と改称。
- 1931年（昭和6年）
  - 2月 - 学校訓を制定。
  - 7月 - 校歌を制定
- 1947年（昭和22年）4月 - 学制改革の特別措置として、併設中学校を設置し、高等女学校の2・3年生を収容。
- 1948年（昭和23年）4月 - 学制改革により、「熊本県立天草女子高等学校」と改称。定時制課程、本渡第一中学校[4]、牛深分校（夜間部定時制）を併置。
- 1949年（昭和24年）3月 - 併設中学校を廃止。

新制高等学校（男女共学）
- 1949年（昭和24年）
  - 4月 - 天草高等学校（男子校）と天草女子高等学校を統合し、男女共学の「熊本県立天草高等学校」となる。
  - 本校定時制（夜間部）、牛深分校（定時制課程昼間部）を設置。　
  - 5月31日 - 本渡町に昭和天皇の戦後巡幸。校庭に奉迎場が設けられた[5]。
- 1951年（昭和26年）4月 - 牛深分校が分離し、熊本県立牛深高等学校として独立。
- 1964年（昭和39年）4月 - 倉岳分校を設置。
- 1971年（昭和46年）4月 - 倉岳分校が分離し、熊本県立倉岳高等学校として独立。
- 1972年（昭和47年）4月 - 高浜分校、有明分校を設置。
- 1974年（昭和49年）4月 - 高浜分校と有明分校が分離し、それぞれ熊本県立天草西高等学校、熊本県立天草東高等学校として独立。
- 1991年（平成3年）9月 - セミナリオ「南風舎」を開舎。
- 2001年（平成13年）4月 - 熊本県立天草西高等学校を分校化し、天草西校と改称。
- 2009年（平成21年）4月 - 熊本県立倉岳高等学校を分校化し、倉岳校と改称。
- 2013年（平成25年）4月 - 天草西校の募集を停止。
- 2015年（平成27年）4月 - 天草西校を廃止。

## 学校行事
3学期制
全日制課程
1学期
- 4月 - 入学式、対面式、育友会（PTA）総会、天草地区高校体育大会
- 5月 - 体育大会、中間考査、教育実習、県高総体、県高校総合文化祭
- 6月 - 新体力テスト、新生徒会役員選出
- 7月 - 期末考査、クラスマッチ、心肺蘇生法・AED講習会、体験入学、夏課外（補習）、安全教育講演会
- 8月 - 夏期課外（補習）、卒業生講話

2学期
- 9月 - 実力考査、進路講演会
- 10月 - 中間考査、文化祭
- 11月 - 芸術鑑賞会、防消火訓練
- 12月 - 期末考査、3年学年末考査、職業別講演会、クラスマッチ

3学期
- 1月 - 修学旅行、3年大学入学共通テスト
- 2月 - 校内マラソン大会、1・2年学年末考査、校内百人一首大会
- 3月 - 卒業式、クラスマッチ

定時制課程
1学期
- 4月 - 入学式、対面式、新入生歓迎行事
- 6月 - 定通体育大会
- 7月 - クラスマッチ

2学期
- 10月 - 定通文化大会、文化祭、卒業生講話
- 12月 - クラスマッチ

3学期
- 2月 - 予餞会
- 3月 - 卒業式

## 部活動
全日制課程
体育系
- 陸上競技部
- ハンドボール部
- ソフトボール部
- 野球部
- バレーボール部
- バドミントン部
- バスケットボール部
- サッカー部
- 硬式テニス部
- ソフトテニス部
- 水泳部
- 卓球部
- 柔道部
- 剣道部
- 弓道部
- 空手同好会

文化系
- 吹奏楽部
- 演劇部
- 科学部
- 食物・被服部
- 囲碁・将棋部
- 茶華道部
- 芸術部

定時制課程

## 交通アクセス
最寄りのバス停
- 九州産交バス 「南校前」より徒歩約3分。
- 九州産交バス 「本渡バスセンター」より徒歩約15分。

最寄りの道路
- 熊本県道24号本渡下田線

## 周辺
- 天草市立本渡南小学校
- 天草市立本渡南幼稚園

## 著名な出身者
- 園田直（政治家、陸軍軍人、内閣官房長官）
- 安田公寛（政治家、天草市長）
- 岩崎八男（通産官僚、中小企業庁長官）
- 堀田龍也（教育学者、東北大学教授）
- 真珠子（画家、イラストレーター、映像作家）
- 鶴田一郎（グラフィックデザイナー）
- 尾谷いずみ（テレビ熊本アナウンサー）
- おさむ（お笑い芸人、プー&ムー）
- 西本美恵子（福岡県のローカルタレント）
- 横山龍太(放送作家・演出家)